# كينيون مارتن
كينيون مارتن (بالإنجليزية: Kenyon Martin) مواليد 30 ديسمبر 1977 في ساغيناو، هو لاعب كرة سلة أمريكي سابق بدأ مسيرته الاحترافية في سنة 2000. يبلغ طوله 6 قدم 9 بوصة (2.1 م). اعتزل اللعب في 2015.

## الميداليات
| الميدالية | المسابقة                             |
| --------- | ------------------------------------ |
| ذهبية     | بطولة أمم الأمريكتين لكرة السلة 2003 |

## روابط خارجية
- كينيون مارتن على موقع الاتحاد الدولي لكرة السلة (الإنجليزية)
- كينيون مارتن على موقع إن بي أي (الإنجليزية)
- كينيون مارتن على موقع سبورتس رفرنس (الإنجليزية)
- كينيون مارتن على موقع كرة السلة الأوروبية.كوم (الإنجليزية)
- كينيون مارتن على موقع إي إس بي إن.كوم (الإنجليزية)
- كينيون مارتن على موقع كلية كرة السلة في سبورتس رفرنس.كوم (الإنجليزية)
- كينيون مارتن على موقع ريلجم (الإنجليزية)
- كينيون مارتن على موقع بروبوليرز (الإنجليزية)